# تاني تاني (فلم)
تاني تاني: فيلم مصري، بدأ عرضه في 22 مايو في مصر و29 مايو 2024 في السعودية. من بطولة: غادة عبد الرازق، بيومي فؤاد، أحمد آدم. حتى تاريخ 15 يونيو 2024، حقق الفيلم في المملكة العربية السعودية إيرادات بلغت 2.6 مليون ريال (+33 مليون جنيه مصري).وحقق في مصر إيرادات بلغت 585,771 جنيه مصري.بينما حقق 112,623 دولار (+5.4 مليون جنيه مصري) في الإمارات العربية المتحدة.

## ملخص القصة
تدور أحداث الفيلم حول موظفة تعمل في بنك، وتجمعها علاقة صداقة مع رجلين مختلفين منذ الصغر، وتدور بينهم العديد من المواقف والمفارقات الكوميدية عندما يبدأ كلاهما التنافس من أجل الزواج منها.

## طاقم التمثيل
- غادة عبد الرازق
- أحمد آدم
- بيومي فؤاد
- ثراء جبيل
- محمود حافظ